# Centaurea pseudokotschyi
Centaurea pseudokotschyi — вид квіткових рослин родини айстрових (Asteraceae). Ендемік Туреччини (Анатолія).
Населяє вапнякові породи. Серединні листки цілокраї, ланцетні, 5–10 мм ушир. Довжина обгортки 22–27 мм; придатки коричневі. Зовнішній ряд папуса 5,5 довжиною 6 мм, внутрішній ряд 2 мм.